# Roller Hockey Africa Club Championship 2010
Il Roller Hockey Africa Club Championship 2010 è stata la 3ª edizione del Roller Hockey Africa Club Championship di hockey su pista.

La manifestazione è stata organizzata dall'African Confederation of Roller Sports.

Il trofeo è stato conquistato dall'Académica de Luanda per la 1ª volta nella sua storia.

## Squadre partecipanti
| Club                      | Nazione   | Città        | Qualificazione |
| ------------------------- | --------- | ------------ | -------------- |
| ACPP Pretoria             | Sudafrica | Pretoria     |                |
| AL-Dakhlyea Sporting Club | Egitto    | Il Cairo     |                |
| Académica de Luanda       | Angola    | Luanda       |                |
| Estrela Vermelha          | Mozambico | Maputo       |                |
| Juventude de Viana        | Angola    | Luanda       |                |
| Malhangalene              | Mozambico | Maputo       |                |
| União Joanesboug          | Sudafrica | Johannesburg |                |
| Selezione Sudafricana     | Sudafrica | Pretoria     |                |

## Risultati

### Girone A
| Data      | Incontri                                    | Risultati |
| --------- | ------------------------------------------- | --------- |
| 20-7-2010 | Pretoria - Selezione Sudafricana            | 8 - 2     |
| 21-7-2010 | Pretoria - Malhangalene                     | 2 - 8     |
| 21-7-2010 | Selezione Sudafricana - Académica de Luanda | 3 - 15    |
| 22-7-2010 | Académica de Luanda - Malhangalene          | 5 - 1     |
| 22-7-2010 | Selezione Sudafricana - Malhangalene        | 4 - 4     |
| 22-7-2010 | Pretoria South Africa - Académica de Luanda | 3 - 4     |

|  | Squadra               | PT | G | V | N | P | RFT | RST | diff. |
|  | --------------------- | -- | - | - | - | - | --- | --- | ----- |
|  | Académica de Luanda   | 9  | 3 | 3 | 0 | 0 | 24  | 7   | +17   |
|  | Malhangalene          | 4  | 3 | 1 | 1 | 1 | 12  | 6   | +6    |
|  | ACPP Pretoria         | 3  | 3 | 1 | 0 | 2 | 10  | 10  | 0     |
|  | Selezione Sudafricana | 1  | 3 | 0 | 1 | 2 | 11  | 27  | -18   |

### Girone B
| Data      | Incontri                           | Risultati |
| --------- | ---------------------------------- | --------- |
| 20-7-2010 | AL-Dakhlyea - Joanesboug           | 4 - 3     |
| 21-7-2010 | AL-Dakhlyea - Estrela Vermelha     | 4 - 4     |
| 21-7-2010 | Joanesboug - Juventude Viana       | 3 - 11    |
| 22-7-2010 | Juventude Viana - Estrela Vermelha | 16 - 2    |
| 22-7-2010 | Juventude Viana - AL-Dakhlyea      | 13 - 2    |
| 22-7-2010 | Joanesboug - Estrela Vermelha      | 2 - 6     |

|  | Squadra            | PT | G | V | N | P | RFT | RST | diff. |
|  | ------------------ | -- | - | - | - | - | --- | --- | ----- |
|  | Juventude de Viana | 9  | 3 | 3 | 0 | 0 | 40  | 7   | +33   |
|  | Estrela Vermelha   | 4  | 3 | 1 | 1 | 1 | 12  | 22  | -10   |
|  | AL-Dakhlyea        | 4  | 3 | 1 | 1 | 1 | 10  | 20  | -10   |
|  | União Joanesboug   | 0  | 3 | 0 | 0 | 3 | 8   | 21  | -13   |

### Semifinali
| Squadra 1           | Squadra 2        | Risultato               |
| ------------------- | ---------------- | ----------------------- |
| Académica de Luanda | Estrela Vermelha | Pretoria 23 luglio 2010 |
| Académica de Luanda | Estrela Vermelha | 16 - 1                  |
| Juventude de Viana  | Malhangalene     | Pretoria 23 luglio 2010 |
| Juventude de Viana  | Malhangalene     | 9 - 1                   |

### Finale
| Squadra 1           | Squadra 2          | Risultato               |
| ------------------- | ------------------ | ----------------------- |
| Académica de Luanda | Juventude de Viana | Pretoria 24 luglio 2010 |
| Académica de Luanda | Juventude de Viana | 3 - 2                   |

## Campioni
| Vincitore del Roller Hockey Africa Club Championship 2010 |
| --------------------------------------------------------- |
| Académica de Luanda 1º titolo                             |